# Campanula pseudostenocodon
Campanula pseudostenocodon là loài thực vật có hoa trong họ Hoa chuông. Loài này được Lacaita mô tả khoa học đầu tiên năm 1918.